# Viktor Adolf van Bentheim en Steinfurt

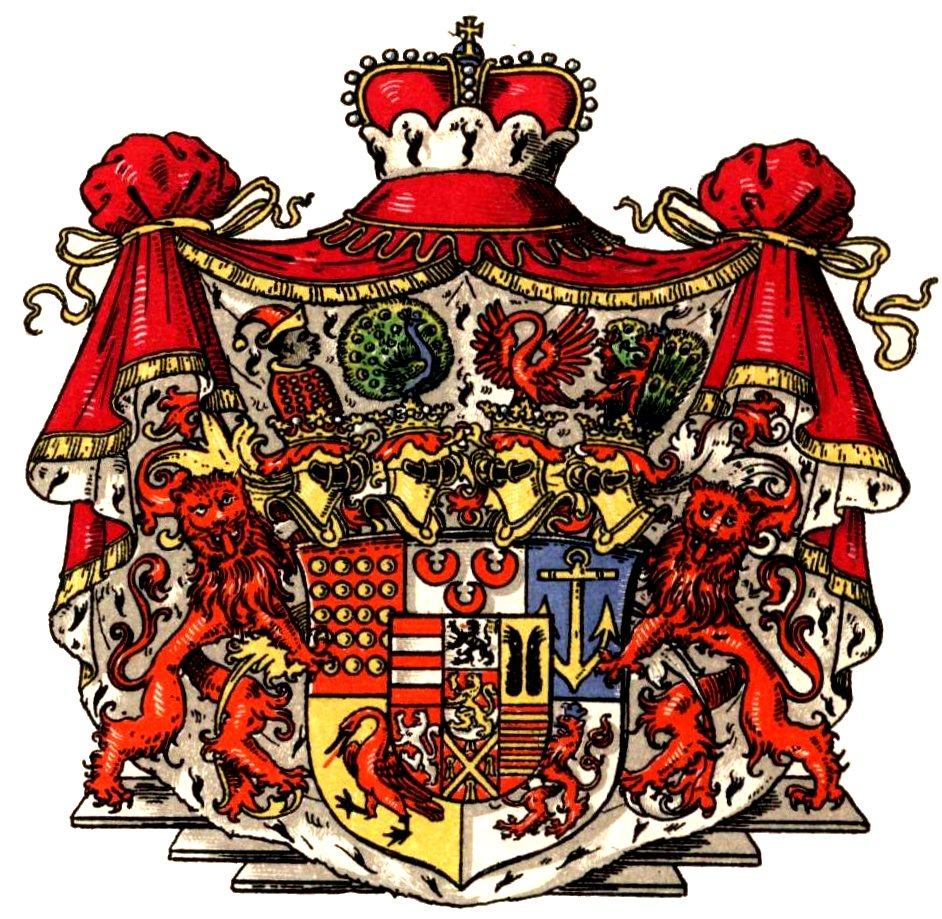
wapen

Viktor Adolf Wilhelm Otto vorst van Bentheim en Steinfurt (Potsdam, 18 juli 1883 – Burgsteinfurt, 4 juni 1961), was 5e vorst van Bentheim en Steinfurt.
Hij was een zoon van Alexis Carl Ernst 4e vorst zu Bentheim und Steinfurt (1845-1919) en Pauline van Waldeck-Pyrmont (1855-1925), en daarmee een tantezegger van de Nederlandse koningin Emma.
Hij trouwde (1) op 9 september 1921 te Racibórz met Stephanie Alexandra Hermine Thyra Xenia Bathildis Ingeborg prinses van Schaumburg-Lippe (1899-1925). Zij was een dochter van Friedrich Georg van Schaumburg-Lippe (1868-1945) en Louise Caroline van Denemarken (1875-1906). Hij trouwde (2) in 1931 met Rosa Helena prinses van Solms-Hohensolms-Lich (1901-1963). Zij was een dochter van Reinhard Ludwig vorst van Solms-Hohensolms-Lich (1867-1951) en Maria Klara Rosa gravin van Solms-Sonnenwalde-Pouch (1879-1965). Uit deze huwelijken werden de volgende kinderen geboren:
- Alexis erfprins van Bentheim en Steinfurt (1922-1943)
- Christian 6e vorst van Bentheim en Steinfurt (1923-2023)
- Juliane prinses van Bentheim en Steinfurt (1932-2013)
- Reinhard Georg prins van Bentheim en Steinfurt (1934). Hij trouwde in 1975 met Angelika Emmermann.
- Maria Adelheid prinses van Bentheim en Steinfurt (1935). Zij trouwde in 1965 met Istvan Beliczey de Baicza.
- Charlotte prinses van Bentheim en Steinfurt (1936). Zij trouwde in 1964 met Wolfgang Paul Winkhaus.
- Ferdinand prins van Bentheim en Steinfurt (1938-2010). Hij trouwde in 1971 met Leonie Clara Luisa Keller
- Otto Viktor prins van Bentheim en Steinfurt (1940-2016)
- Oskar Arnold prins van Bentheim en Steinfurt (1946). Hij trouwde in 1980 met Margot Lücke.